# مايكل هووبر
مايكل هووبر (بالإنجليزية: Michael Hooper)‏ هو لاعب اتحاد الرغبي أسترالي، ولد في 29 أكتوبر 1991 في سيدني في أستراليا.

## وصلات خارجية
- مايكل هووبر عل موقع إسبنسكروم (الإنجليزية)
- مايكل هووبر على موقع ItsRugby.co.uk (الإنجليزية)